# Miss Universo 2007

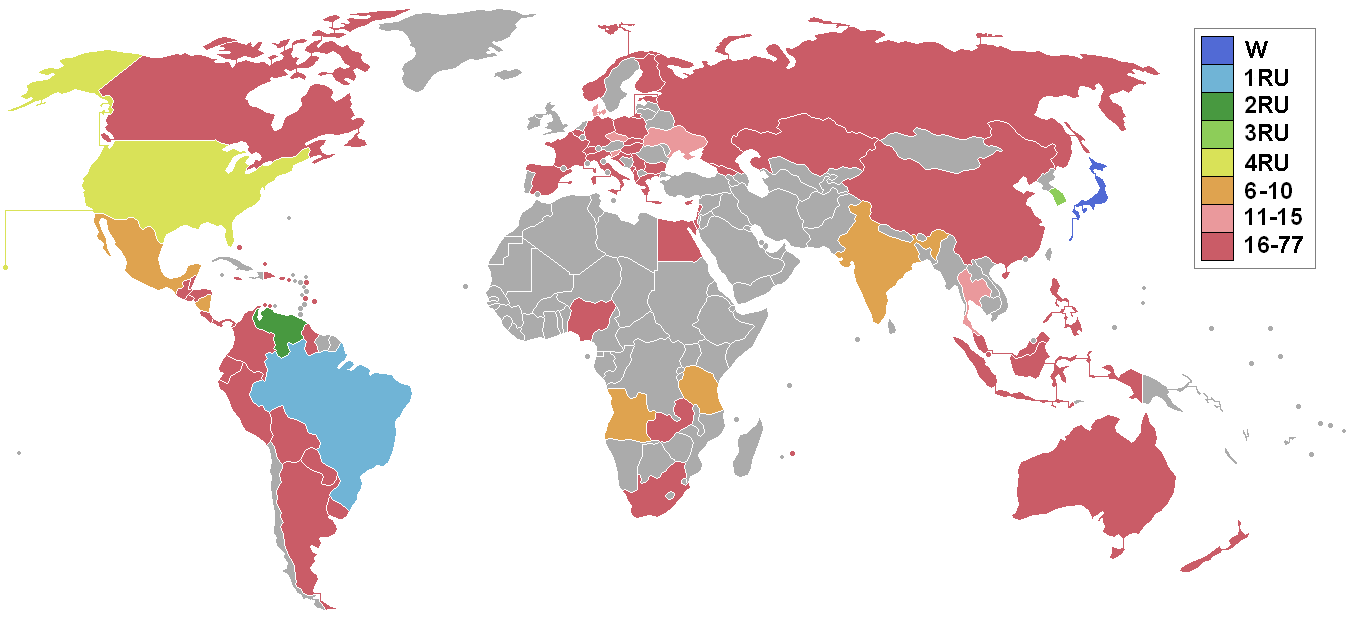
Miss Universo 2007. Le nazioni partecipanti ed i risultati.

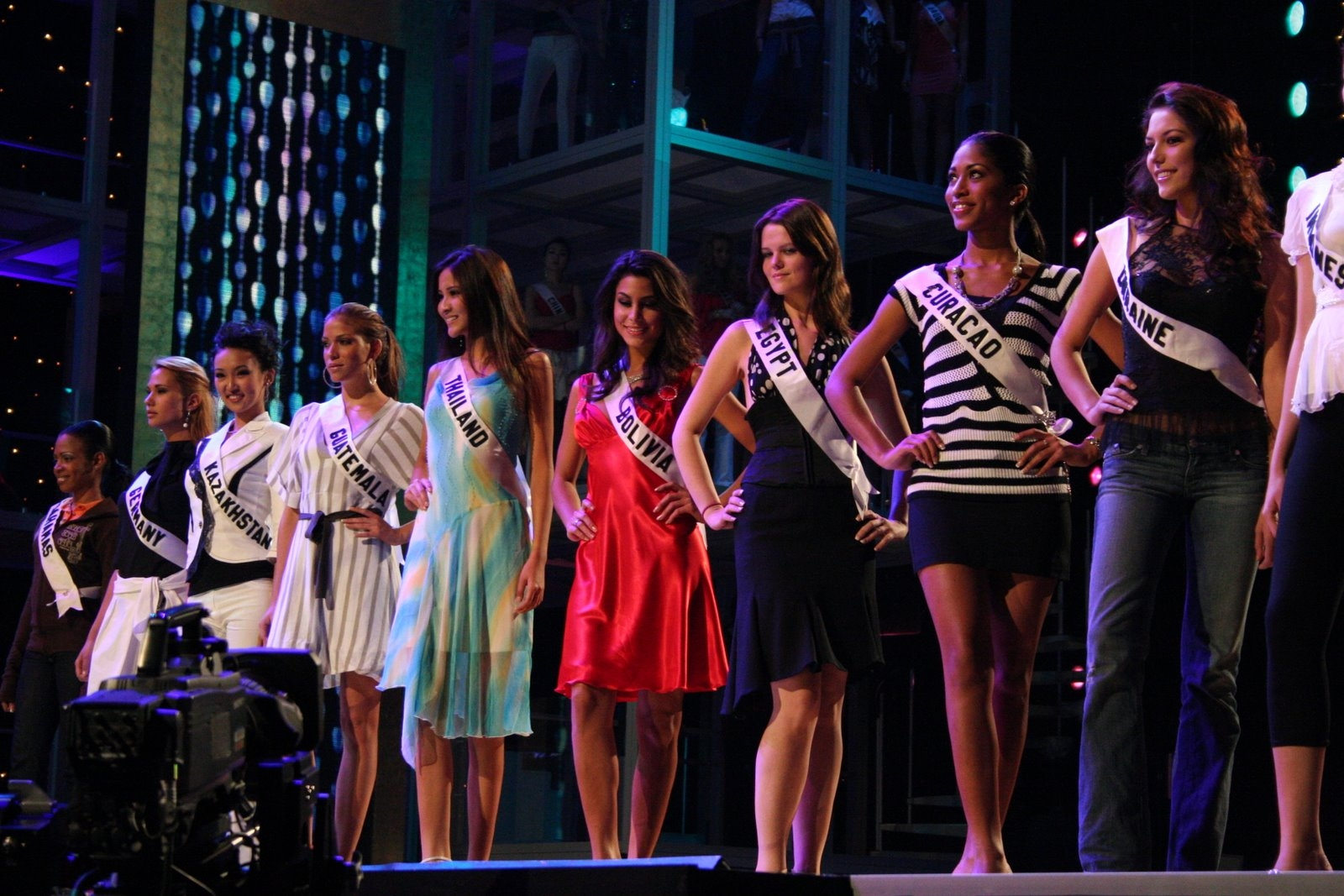
Un momento del concorso.

Miss Universo 2007, cinquantaseiesima edizione di Miss Universo, si è tenuta presso l'Auditorio Nacional di Città del Messico il 28 maggio 2007. L'evento è stato presentato da Mario López e Vanessa Minnillo. Riyo Mori, Miss Giappone, è stata incoronata Miss Universo 2007 dalla detentrice del titolo uscente, la portoricana Zuleyka Rivera.

## Risultati

### Piazzamenti
| Risultato finale   | Concorrente |
| ------------------ | --- |
| Miss Universo 2007 | - Giappone - Riyo Mori |
| 2ª classificata    | - Brasile - Natália Guimarães |
| 3ª classificata    | - Venezuela - Ly Jonaitis |
| 4ª classificata    | - Corea del Sud - Honey Lee |
| 5ª classificata    | - Stati Uniti - Rachel Smith |
| Top 10             | - Angola - Micaela Reis - India - Puja Gupta - Messico - Rosa María Ojeda - Nicaragua - Xiomara Blandino - Tanzania - Flaviana Matata              |
| Top 15             | - Danimarca - Žaklina Šojić - Rep. Ceca - Lucie Hadasová - Slovenia - Tjaša Kokalj - Thailandia - Farung Yuthithum - Ucraina - Lyudmila Bikmullina |

### Punteggi alle sfilate finali
| Nazione       | Sfilata in costume | Sfilata in abito da sera |
| ------------- | ------------------ | ------------------------ |
| Brasile       | 9.560 (2)          | 9.599 (1)                |
| Venezuela     | 8.971 (7)          | 9.510 (2)                |
| Corea del Sud | 9.458 (3)          | 9.183 (3)                |
| Giappone      | 9.599 (1)          | 8.943 (4)                |
| Stati Uniti   | 8.995 (6)          | 8.754 (5)                |
| Tanzania      | 9.223 (4)          | 8.488 (6)                |
| Angola        | 9.150 (5)          | 8.363 (7)                |
| Messico       | 8.527 (9)          | 7.850 (8)                |
| India         | 8.548 (8)          | 7.825 (9)                |
| Nicaragua     | 8.171 (10)         | 7.674 (10)               |
| Slovenia      | 8.163 (11)         |                          |
| Rep. Ceca     | 8.113 (12)         |                          |
| Danimarca     | 7.969 (13)         |                          |
| Thailandia    | 7.940 (14)         |                          |
| Ucraina       | 7.900 (15)         |                          |

     Vincitrice
     2ª classificata
     3ª classificata
     4ª classificata
     5ª classificata
     Top 10
     Top 15
(#) Piazzamento ad ogni turno della gara

### Riconoscimenti speciali
| Riconoscimento        | Concorrente                        |
| --------------------- | ---------------------------------- |
| Miss Congeniality     | - Cina - Zhang Ningning            |
| Best National Costume | - Indonesia - Agni Pratistha       |
| Miss Photogenic       | - Filippine - Anna Theresa Licaros |

## Giudici della trasmissione televisiva
Le seguenti celebrità hanno fatto da giudici durante la serata finale:
- Tony Romo - Quarterback dei Dallas Cowboys.
- James Kyson Lee - Attore.
- Nina Garcia - Direttore di Elle.
- Dave Navarro - Cantante.
- Dayanara Torres - Miss Universo 1993.
- Mauricio Islas - Attore.
- Lindsay Clubine - Modella.
- Marc Bouwer - Stilista.
- Christiane Martel - Miss Universo 1953.
- Michelle Kwan - Pattinatrice di figura.

## Musiche di sottofondo
- Nelly Furtado - Say It Right: Presentazione dei costumi nazionali.
- R.B.D. - Wanna Play/Cariño Mio/Money Money'': Competizione in costume da bagno.
- Sean Paul feat. Keyshia Cole - (When You Gonna) Give It Up to Me: Competizione in abito da sera.

## Concorrenti
- Albania - Sadina Alla
- Angola - Micaela Reis
- Antigua e Barbuda - Stephanie Winter
- Argentina - Daniela Stucan
- Aruba - Carolina Raven
- Australia - Kimberley Busteed
- Bahamas - Trinere Lynes
- Barbados - Jewel Garner
- Belgio - Annelien Coorevits
- Belize - Maria Jeffery
- Bolivia - Jessica Jordan
- Brasile - Natália Guimarães
- Bulgaria - Gergana Kochanova
- Canada - Inga Skaya
- Cina - Zhang Ningning
- Cipro - Polyvia Achilleos
- Colombia - Eileen Roca
- Corea del Sud - Honey Lee (Lee Ha-nui)
- Costa Rica - Veronica González
- Croazia - Jelena Maros
- Curaçao - Naemi Monte
- Danimarca - Žaklina Šojić
- Ecuador - Lugina Cabezas
- Egitto - Ehsan Hatem
- El Salvador - Lissette Rodríguez
- Estonia - Viktoria Azovskaja
- Filippine - Anna Theresa Licaros
- Finlandia - Noora Hautakangas
- Francia - Rachel Legrain-Trapani
- Georgia - Ana Giorgelashvili
- Germania - Angelina Glass
- Giamaica - Zahra Redwood[3]
- Giappone - Riyo Mori
- Grecia - Doukissa Nomikou
- Guatemala - Alida Boer
- Guyana - Meleesea Payne
- Honduras - Wendy Salgado
- India - Puja Gupta
- Indonesia - Agni Pratistha
- Isole Vergini Americane - Renata Christian
- Israele - Sharon Kenett
- Italia - Valentina Massi
- Kazakistan - Gaukhar Rakhmetaliyeva
- Libano - Nadine Njeim
- Malaysia - Adelaine Chin
- Mauritius - Sandra Faro
- Messico - Rosa María Ojeda
- Montenegro - Snežana Bušković
- Nicaragua - Xiomara Blandino
- Nigeria - Ebinabo Potts-Johnson
- Norvegia - Kirby Ann Basken
- Nuova Zelanda - Laural Barrett
- Panama - Sorangel Matos
- Paraguay - María Maldonado
- Perù - Jimena Elías
- Polonia - Dorota Gawron
- Porto Rico - Wilmadilis "Uma" Blasini
- Rep. Ceca - Lucie Hadasová
- Rep. Dominicana - Massiel Taveras
- Russia - Tat'jana Kotova
- Saint Lucia - Yoanna Henry
- Serbia - Teodora Marčić
- Singapore - Jessica Tan
- Slovacchia - Lucia Senášiová
- Slovenia - Tjaša Kokalj
- Spagna - Natalia Zabala
- Stati Uniti - Rachel Smith
- Sudafrica - Megan Coleman
- Svizzera - Christa Rigozzi
- Tanzania - Flaviana Matata
- Thailandia - Farung Yuthithum
- Turks e Caicos - Saneita Been
- Ucraina - Lyudmila Bikmullina
- Ungheria - Ildikó Bóna
- Uruguay - Giannina Silva
- Venezuela - Ly Jonaitis
- Zambia - Rosemary Chileshe

### Sostituzioni
- Mauritius - Miss Mauritius Melody Selvon era soltanto sedicenne al momento della vittoria del titolo nazionale[4], mentre per partecipare a Miss universo bisogna essere maggiorenni. Pertanto è stata sostituita dalla seconda classificata a Miss Mauritius, Sandra Faro.
- Sri Lanka - Aruni avrebbe dovuto rappresentare lo Sri Lanka al concorso[5], ma non ha partecipato. ha invece preso parte a Miss Universo 2008 l'anno seguente.

## Trasmissioni internazionali
Alcuni canali televisivi al di fuori degli Stati Uniti d'America, come la NBC o Telemundo hanno trasmesso l'evento dal vivo nei rispettivi territori.
- Argentina: TNT
- Australia: Seven Network
- Brasile: Rede Bandeirantes e TNT
- Cile: TNT
- Cina: STAR World
- Colombia: Caracol e TNT
- Ecuador: Gamavision, TNT
- Filippine: ABS-CBN, Studio 23 e STAR World
- Hong Kong: STAR World
- India: STAR World
- Indonesia: SCTV
- Malaysia: STAR World
- Messico (paese ospitante): Televisa e TNT
- Nicaragua: TNT
- Panama: Telemetro e TNT
- Perù: ATV e TNT
- Rep. Dominicana: Telemundo, TNT
- Singapore: STAR World
- Thailandia: Channel 7 e STAR World
- Venezuela: Venevisión e TNT
- Vietnam: VTV3 e STAR World